# Небельшюц
Небельшюц (нім. Nebelschütz, в.-луж. Njebjelčicy) — громада в Німеччині, розташована в землі Саксонія. Входить до складу району Бауцен.
Площа — 22,92 км2. Населення становить 1208 ос. (станом на 31 грудня 2020).